# Global Footprint Network
Pour les articles homonymes, voir GFN.
| - x ≤ -9 - -9 < x ≤ -8 - -8 < x ≤ -7 - -7 < x ≤ -6 - -6 < x ≤ -5 | - -5 < x ≤ -4 - -4 < x ≤ -3 - -3 < x ≤ -2 - -2 < x ≤ -1 - -1 < x < 0 | - 0 ≤ x < 2 - 2 ≤ x < 4 - 4 ≤ x < 6 - 6 ≤ x < 8 - 8 ≤ x - Sans données |

Excédent ou déficit écologique national (2013).

Global Footprint Network, fondé en 2003, est un think tank (« groupe de réflexion ») indépendant basé aux États-Unis, en Belgique et en Suisse. Il est identifié comme étant un organisme de bienfaisance à but non lucratif au sens de la réglementation de chacun de ces trois pays.
Global Footprint Network développe et promeut des outils pour faire progresser le développement durable, y compris l'empreinte écologique et la biocapacité. Ces notions servent à mesurer la quantité de ressources que nous utilisons et la façon de gérer ce que nous possédons. Ces outils visent à apporter des notions de limites écologiques afin de pouvoir prendre les décisions adaptées.

## Action
Global Footprint Network a pour objectif de créer un avenir où tous les êtres humains pourront bien vivre, dans les limites des moyens de la planète Terre. L'organisation est basée à Oakland, en Californie, mais a également des bureaux à Bruxelles et à Genève. Le réseau regroupe plus de 70 organisations partenaires, y compris le WWF International, la Banque Sarasin, le Groupe Pictet, la New Economics Foundation, le cabinet de conseil britannique Best Foot Forward et l'initiative d'Abu Dhabi Global Environmental Data.

### Comptes nationaux d'empreinte écologique
Chaque année, Global Footprint Network produit une nouvelle édition de ses comptes nationaux d'empreinte écologique. Ces derniers calculent l'empreinte écologique et la biocapacité de plus de 200 pays et territoires de 1961 à aujourd'hui. Utilisant sur jusqu'à 15 000 points de donnée par pays et par an, ces chiffres ont été utilisés afin d'influencer les politiques dans plus d'une douzaine de pays tels que L'Équateur, la France, L'Allemagne, le Japon, la Corée du Sud, les Philippines, la Russie, la Suisse et les Émirats arabes unis.
L'édition de 2017 des comptes nationaux d'empreinte écologique couvre la période 1961-2013 (chiffres de L'ONU les plus récents) et incorpore des données venant de l'Organisation des Nations Unies pour l'alimentation et l'agriculture, la base de données Comtrade de l'ONU, l'Agence internationale de l'énergie et plus de 20 autres ressources.

### Explorateur d'empreinte écologique
En avril 2017, Global Footprint Network a lancé l'Explorateur d'Empreinte Ecologique, une plateforme de données libres pour les comptes nationaux d'empreinte écologique. Ce site internet met à disposition les résultats de calcul de l'Empreinte Ecologique de plus de 200 pays et territoires et a pour objectif d'encourager les chercheurs, analystes et décisionnaires à visualiser et télécharger la donnée.

## Le Jour de dépassement
Aussi nommé Jour de la dette écologique, le Jour de dépassement est le jour où l'humanité a épuisé les ressources naturelles de la Terre pour l'année. Le restant de l'année étant considéré comme une vie à crédit qui puise dans les stocks de ressources non renouvelables de la planète. Le premier Jour de dépassement calculé était le 19 décembre 1987. En 2014, le Jour de dépassement était le 19 août. En 2016, il a été calculé au 8 août. En 2017, il a été calculé le 2 août.

## Fondateur
En 2003, Mathis Wackernagel, PhD, et Susan Burns fondèrent le Global Footprint Network, think tank de réflexion international dont le siège est à Oakland, en Californie, avec des bureaux à Genève et à Bruxelles. Wackernagel a été nommé docteur honoris causa de l'Université de Berne en Suisse en décembre 2007.

## Prix/Distinctions
- Global Footprint Network a été reconnue comme l'une des 100 meilleures ONG à travers le monde par le Global journal en 2012 et 2013[8],[9].
- Prix Blue Planet 2012 [10]
- Boulding Award 2012 [11]
- Prix Binding 2012 [12]